# Josef Myrow
Josef Myrow, né en Russie le 18 février 1910 et mort le 24 décembre 1987 à Los Angeles, est un compositeur russe. 

## Biographie
Il étudie le piano au Conservatoire philharmonique de l'Université de Pennsylvanie et à l'Institut Curtis. 
Il a été nommé pour un Oscar à deux reprises : en 1947 pour la chanson You Do du film Mother Wore Tights et en 1950 pour Wilhelmina du film Wabash Avenue. Les deux chansons ont été écrites avec Mack Gordon (en). Parmi ses autres compositions notables : Autumn Nocturne (avec Kim Gannon (en)) et You Make Me Feel So Young (avec Mack Gordon), chansons reprises par de nombreux artistes tels : Frank Sinatra, Ella Fitzgerald, Chet Baker ou encore Michael Buble.
Il a également écrit, avec Robert Mills, CAP Is on the Go, la chanson officielle de la Civil Air Patrol. 
Il meurt de la maladie de Parkinson le 24 décembre 1987.

## Œuvres

### Musiques de films
- 1946 : If I'm Lucky (film) (en)
- 1946 : Trois Jeunes Filles en bleu
- 1947 : Maman était new-look
- 1949 : Il y a de l'amour dans l'air
- 1951 : La Rue de la gaieté
- 1953 : Cupidon photographe
- 1953 : The French Line
- 1956 : Le Bébé de Mademoiselle

### Chansons
- 1940 : Five O'Clock Whistle (Erskine Hawkins)
- 1943 : I Can’t Stand Losing You (The Ink Spot)
- 1946 : Somewhere In The Night  (Frank Sinatra)
- 1946 : On the Boardwalk/You Make Me Feel So Young (Dick Haymes)
- 1946 : Somewhere In The Night  (George Olsen (en))
- 1947 : Autumn Nocturne (Claude Thornhill)
- 1947 : Kokomo, Indiana (Dinah Shore)
- 1948 : Soltanto La Luna (Quintetto Gambarelli)
- 1949 : It Happens Every Spring (Frank Sinatra)
- 1954 : You Make Me Feel So Young (Frank Sinatra)
- 1955 : Autumn Nocturne (Liberace)
- 1956 : I Love to Watch the Moonlight (Mel Tormé)
- 1957 : Blue Drag (Django Reinhardt)
- 1962 : No Moon at All
- 1963 : If and When (Patti Page)
- 1965 : A Lady Loves (Debbie Reynolds)